# 조상아
조상아(1986년 3월 2일 ~ )는 대한민국의 희극 배우이다.

## 출연작

### 방송
- 폭소클럽 (KBS)
- 이야
- 웃찾사 (SBS)
- 헬로우비보이
- 너구리완전정복
- 개그투나잇 (SBS)
- 우리말차이점
- 미안한데
- 미저리2012
- 코미디빅리그 (tvN)
  - J양P
- 공개구혼
- 찌라시